# Poupée de cire, poupée de son
Singles de France Gall
Sacré Charlemagne
(1964) Dis à ton capitaine
(1965)
Chansons représentant le Luxembourg au Concours Eurovision de la chanson
Dès que le printemps revient
(1964) Ce soir je t'attendais
(1966)
Chansons ayant remporté le Concours Eurovision de la chanson
 Non ho l'età
(1964)  Merci, Chérie
(1966)

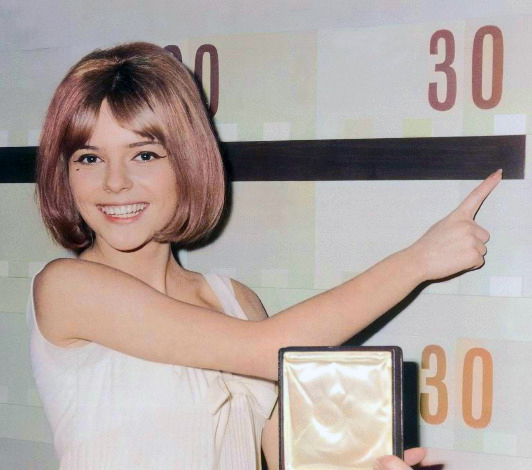
France Gall lors de la soirée après sa victoire, posant devant l'affichage de son score.

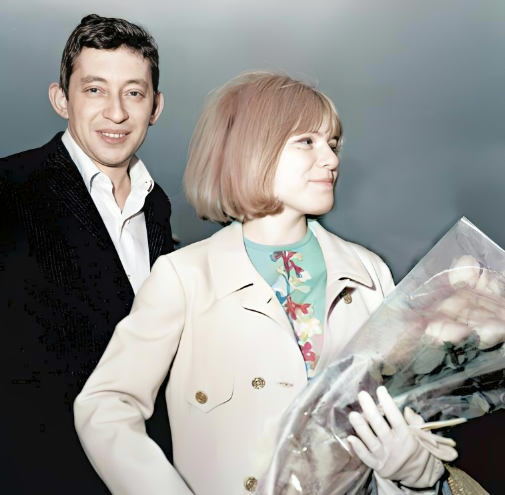
À partir de 1964, Serge Gainsbourg signe plusieurs des gros succès de la chanteuse, dont ce titre récompensé à l'Eurovision 1965.

Pistes de Poupée de cire, poupée de son
Le Cœur qui jazze
Poupée de cire, poupée de son est une chanson française écrite et composée en 1965 par Serge Gainsbourg vraisemblablement d'après le 4e mouvement prestissimo de la Sonate pour piano no 1 en fa mineur op.2-1 de Beethoven.  
Écrite pour France Gall, qui représentait le Luxembourg au Concours Eurovision de la chanson 1965 à l'initiative de Maritie et Gilbert Carpentier, la chanson obtient le Grand prix. C'est la seconde victoire du Luxembourg à ce concours. Elle est intégralement interprétée en français, une des langues officielles du Luxembourg, comme le voulait la coutume avant 1966.

## Fiche technique
- Titre : Poupée de cire, poupée de son
- Paroles et musique : Serge Gainsbourg
- Interprète d'origine : France Gall sur le super 45 tours Philips 437-032 BE.
- Arrangements et direction musicale d’Alain Goraguer : 
  - synthétiseur : Alain Goraguer
  - Guitare : Léo Petit
  - Basse : Pierre Michelot
  - Batterie : Christian Garros
  - flute traversière:
- Producteur : Denis Bourgeois
- Enregistrement : Studio Blanqui, Paris (13e arr.)
- Année de production : 1965
- Éditeur : Sidonie (catalogue Bagatelle)
- Parution : mars 1965
- Grand prix du Concours Eurovision de la chanson 1965 pour le Luxembourg.
- Durée : 2:40

## De la cire au numérique
Cette 3e œuvre écrite pour France Gall par Serge Gainsbourg est métaphorique, sans être compliquée, grâce à la fluidité de son texte.  
Serge Gainsbourg synthétise plusieurs histoires, dont deux plutôt techniques :
— celle du disque en se référant à la cire, matériau composant le cylindre phonographique, ancêtre du disque, qui, pour la première fois, permit de graver le son et même le son tout court.
— celle de la poupée. Les poupées anciennes du XVIIIe siècle avec leur tête de cire. Leur corps pouvait être réalisé avec des coussinets rembourrés de matériaux divers comme le son issu de graines de céréales communes telles le blé ou de la sciure de bois…
Si l’un des inconvénients de la cire est de fondre lorsqu’elle est soumise à une forte chaleur comme celle « des garçons » (sic), en revanche, un son, et surtout « le son », si dématérialisé qu’il soit, peut rester gravé dans nos neurones pour toujours comme en témoigne Patrice Delbourg : « Nous n’avions pas vingt ans quand Poupée de cire poupée de son triomphait à l’Eurovision, une des choses qui vous marque son bonhomme, mieux qu’un cours de droit romain ou la lecture de Teilhard de Chardin. »
Serge Gainsbourg s’intéresse alors au cas de cette « chanteuse paradoxale » qui chante ce qu'elle ne vit pas mais déclare :
Mon cœur est gravé dans mes chansons

Poupée de cire poupée de son
La chanson est différemment perçue. Lucien Rioux écrit : « Serge Gainsbourg offre une chanson qui n’est qu’un portrait froid, presque clinique de l’idole », alors que Hugues Royer et Philippe Séguy notent : « Un bien joli cadeau qu’il fait à France. Oserait-on écrire un cadeau empoisonné ? En effet, Serge n’hésite pas à présenter la jeune interprète comme un pantin sans âme, dont d’autres tirent les ficelles. »
France Gall, l’ex-poupée, se souvient de cette période où elle était très mal dans sa peau : « À vingt ans, j'étais encore tout à fait bébé. […] À cette époque, j’avais très peur des garçons et cette chanson me ressemblait très fort. […] J'avais la désagréable sensation d'être vendue à longueur de journée, comme un produit. […] Spectatrice de ma vie, je faisais une totale confiance à ceux qui m'entouraient, me dirigeaient. Je ne disais rien, j'apprenais. Et c'est comme ça que j'ai su, un jour, que je ne voulais plus faire ce métier tel qu'on le concevait pour moi. […] Et puis, cet univers de musique est très agressif, on déclenche chez les gens des haines et des jalousies difficiles à supporter. C'est ce qui m'a fait le plus de mal. »
Ce n'est pas étonnant que cette poupée, à l’écart des réalités, voie « la vie en rose bonbon » et ne puisse aller que d’étonnement en étonnement : 
Autour de moi j’entends rire

Les poupées de chiffon

Celles qui dansent sur mes chansons […]

Elles se laissent séduire

Pour un oui pour un nom
France Gall l’ignore à ce moment-là, mais le meilleur reste à venir. À l’instar de Pinocchio, célèbre poupée de bois, celle de cire et de son se transformera en être de chair et de sang pour chanter sa vie suivant la prophétie de Serge Gainsbourg :
Mais un jour je vivrai mes chansons

Sans craindre la chaleur des garçons
France Gall confie encore à Gilles Verlant : « Pour Gainsbourg, je me souviens d’un garçon assez timide, il chantait très doucement et jouait avec deux doigts… J’aimais les mots et le style de Gainsbourg, il était le plus moderne, je chantais ses chansons avec plus de plaisir que les autres. […] Chaque fois, il m’apportait la chanson du disque que je préférais. »

## Concours Eurovision de la chanson 1965
Chanson concourant pour le Luxembourg — La manifestation se déroulait à Naples.
Chanson concourant pour le Luxembourg — La manifestation se déroulait à Naples.
- « Le 20 mars, devant 150 millions de téléspectateurs, la voix tremblante et le teint pâle, elle interprète sa chanson. Plébiscitée par le jury à la majorité absolue, elle se trouve propulsée à la première place. Consacrée vedette internationale en un instant. […] Au Japon, elle devient du jour au lendemain millionnaire du disque[Note 5]. Pour la RFA, elle enregistre en allemand Poupée de cire qui devient Das war eine schöne Party et se classe no 1 des best-sellers étrangers. L’Italie lui réclame aussi sa version qui devient Io si, tu no. […] Serge Gainsbourg du même coup devient une des fortunes de la Sacem […] et décide de se consacrer essentiellement à la composition[5]. »
- France Gall (regard sur le Concours de l’époque) :
  - « Pendant le Concours, j'ai peu vu Serge. Les musiciens avaient sifflé la chanson dès la première répétition. Ils désapprouvaient complètement ce rythme de cavalerie[Note 6] alors que les autres candidats faisaient dans le sirupeux. Il en a eu marre et il est parti…[4] »
  - « On fait des chansons qui sont dans le style de l’Eurovision. Ce qui n’était pas le cas pour Gainsbourg avec Poupée de cire poupée de son parce que je me souviens, quand je suis arrivée avec ma cavalerie à Naples, j’ai répété une fois et je me suis pratiquement fait siffler par les musiciens[Note 7] qui étaient furieux d’être obligés de taper sur leurs tambours et tout, et qu’à la répétition on fait voter comme ça les gens et que j’étais dernière, on m’avait fichu dernière. En fait, ce qui a plu aux gens, c’est que ça a étonné[6]. »
  - « Donc, je ne peux pas arriver triomphante : j’y vais envers et contre tous, c’est ça ma manière d’aborder Poupée de cire poupée de son à l’Eurovision. J’ai gagné dans l’étonnement général. La concurrente anglaise[Note 8] a été très déçue parce qu’elle devait gagner, d’après elle et tout le monde… Et finalement, c’est moi qui l’ai eu, et moi qui m’en fichais complètement, finalement. J’ai le souvenir d’une gifle : est-ce qu’elle est entrée seulement dans ma loge pour m’insulter ? Je ne sais pas… En tous les cas, moi, le souvenir que j’en ai, c’est une gifle[7]. »
  - Dans l'émission C'est votre vie ! que lui consacre France 2 le samedi 26 septembre 2015, France Gall va jusqu'à dire que « le garçon » avec qui elle sortait à l'époque a rompu au téléphone pendant une communication effectuée entre sa prestation et les résultats du concours. « Aussi, si on me voit les larmes aux yeux lors de la seconde interprétation de la chanson, ça n'est pas parce que je venais de gagner, mais parce que je venais de me faire quitter ! »[réf. nécessaire]
- Louis Nucéra (alors attaché de presse de la maison de disques) : « Je me souviens qu'à l'époque France Gall était avec Claude François et qu'il a été cruel avec elle : quand elle a gagné, elle l'a appelé au téléphone, mais lui en a pris ombrage. Il lui a parlé rudement et elle est tombée dans mes bras en sanglotant[4]. »
- Gilles Verlant précise que c'était « Pire que ça : Cloclo, son fiancé secret, au lieu de la féliciter, se met à hurler dans le combiné « Tu as chanté faux, tu étais nulle… »[4]
- Serge Gainsbourg : « Elle est sortie de la cabine en pleurant. […] C'est méchant. Il y a des plans immondes dans ce métier… immondes… Ce n'est pas de l'abjection… c'est pire que l'abjection[8]. »[Note 9]
- Jackpot pour Serge Gainsbourg (interview de 1965)[9] :

— Qu’est-ce que cela représente pour vous le succès de Poupée de cire poupée de son ?
— SG : 45 millions…
— Et en dehors de l’argent ?
— SG : Rien… Si. Quoi, c’est marrant… Moi qui étais connu pour être un gars hermétique, vachement intellectuel, sophistiqué, incompris de mes compatriotes, voilà…

## Autour de la chanson
- Le thème de cette chanson rappelle le quatrième mouvement (prestissimo) de la Sonate pour piano no 1 en fa mineur op.2-1 de Beethoven. Rien n'est prouvé, mais la remarque est justifiée quand on connaît l'amour de Gainsbourg pour la musique classique et les nombreux emprunts qu'il a faits à celle-ci au long de sa carrière[Note 3].
- En 1965, face à la popularité de la chanson et à la cadence de 15 000 exemplaires par jour, une société de gadgets fabrique des porte-clés à l’effigie de France Gall en minuscule poupée de vinyle[réf. nécessaire].
- France Gall a également enregistré la chanson en allemand, en italien et en japonais[réf. nécessaire].
- C'est dans le film Cléo de 5 à 7 d'Agnès Varda (1962), où l'on suit pas à pas une jeune chanteuse débutante, que l'expression « poupée de son » est employée pour la première fois. Cléo, la chanteuse, se révolte contre son parolier et son compositeur : « C'est vous qui faites de moi une capricieuse. Tantôt je suis une idiote, une incapable, une poupée de son... »[réf. nécessaire]
- Le thème musical a en partie inspiré le générique du dessin animé Chocola et Vanilla[10][réf. nécessaire].
- Dans le film Cloclo de Florent Emilio Siri (2012), où l'idylle entre Claude François et France Gall est mise en exergue, au second tiers du film, le personnage de France Gall (incarné par Joséphine Japy) remporte le concours de l'Eurovision 1965. S'ensuit l'une des scènes les plus tristes où elle annonce la nouvelle à Claude François au téléphone et, ce dernier lui assène une réplique assassine avant de lui raccrocher au nez[réf. nécessaire].

## Reprises
- En 1965, le chanteur marocain Bob Jalil reprend la chanson en arabe sous le titre La Akdar Alik (لا أقدر عليك).
- En 1965, la chanteuse Karina reprend la chanson en espagnol sous le titre Muñeca De Cera.
- En 1965, la chanteuse Twinkle reprend la chanson en anglais sous le titre A Lonely Singing Doll.
- La chanteuse japonaise Mieko Hirota reprend la chanson sous le titre 夢見るシャンソン人形.
- En 1981, le groupe punk rock français Oberkampf enregistre une reprise personnelle sur leur premier maxi 45 tours : Couleur sur Paris[11]
- En 1995, le groupe punk rock allemand Wizo enregistre sa version de la chanson sur un album intitulé Herrehandtasche paru sous l'étiquette allemande Hulk Räckorz.
- En 1998, l'actrice et chanteuse japonaise Fumie Hosokawa (en) reprend la chanson dans sa version  japonaise (夢見るシャンソン人形) accompagnée par les groupes Straight 2 et Heaven dans l'album Gainsbourg Tribute '95 (CD Columbia Records COCA-15253).
- En 1998, la chanteuse belge Kim Kay fait une reprise de la chanson en version techno-dance.
- En 1998, le groupe Belle and Sebastian reprend la chanson lors d'une Black Sessions sur France Inter.
- En 2002, le duo Ann'so et Lamos-K reprend le titre gravé sur l'album compilation NRJ - les tubes de l'été 2002[12].
- En 2005, la chanson est reprise par le groupe de rockabilly suisse The Hillbilly Moon Explosion
- En 2006, le groupe Welle: Erdball reprend la chanson sur l'album Chaos Total.
- La chanson a été reprise en 2007 par le groupe indie québécois Arcade Fire sur le 45 tours enregistré avec LCD Soundsystem qui eux, reprenaient No Love Lost de Joy Division.
- En 2009, Calogero reprend Poupée de cire poupée de son à chacun de ses concerts.
- En 2012, la chanson est reprise en 2 versions metal symphonique par le groupe Therion sur l’album Les Fleurs du Mal.
- En 2013, Jenifer reprend la chanson dans son album Ma déclaration.
- En 2013, Opium du peuple reprend la chanson dans leur album La Révolte des Opiumettes dans une version punk rock[13].
- En 2018, les Kids United Nouvelle Génération reprennent cette chanson dans leur album Au bout de nos rêves.
- En 2025, la chanteuse Laura Thorn représente le Luxembourg au Concours Eurovision de la chanson 2025 avec la chanson La poupée monte le son, hommage au 60 ans de la victoire de France Gall et reprise très adaptée de la chanson.

## Classements

### France Gall
| Classement (1965)                       | Meilleure position |
| --------------------------------------- | ------------------ |
| Allemagne (Media Control AG)            | 2                  |
| Argentine (Billboard)                   | 3                  |
| Autriche (Ö3 Austria Top 40)            | 10                 |
| Belgique (Flandre Ultratop 50 Singles)  | 4                  |
| Belgique (Wallonie Ultratop 50 Singles) | 3                  |
| Chili (Billboard)                       | 8                  |
| Danemark (Billboard)                    | 4                  |
| Espagne (Billboard)                     | 1                  |
| Finlande (Suomen virallinen lista)      | 5                  |
| France (IFOP)                           | 2                  |
| Japon (Billboard)                       | 5                  |
| Luxembourg (Billboard)                  | 2                  |
| Norvège (VG-lista)                      | 1                  |
| Pays-Bas (Single Top 100)               | 6                  |
| Singapour (Billboard)                   | 7                  |
| Suède (Sverigetopplistan)               | 6                  |
| Suisse alémanique (Billboard)           | 4                  |
| Turquie (Billboard)                     | 2                  |

| Classement (2016-18)                       | Meilleure position |
| ------------------------------------------ | ------------------ |
| Belgique (Flandre Back Catalogue Singles)  | 7                  |
| Belgique (Wallonie Back Catalogue Singles) | 26                 |
| France (SNEP)                              | 174                |

### Jenifer
| Classement (2013)                       | Meilleure position |
| --------------------------------------- | ------------------ |
| Belgique (Flandre Ultratip 100)         | 86                 |
| Belgique (Wallonie Ultratop 50 Singles) | 16                 |
| France (SNEP)                           | 21                 |

## Poupée de cire poupée de son(compilations)

### CD
- 1992 : Poupée de son - Best of France Gall 1963-1968 (1 CD Polydor/Universal).
- 2001 : France Gall - Les années Philips 1963-1968 (Long Box 3 CD Polydor/Universal).

### Vinyle
- 2008 : réédition du 33 tours original 30 cm Philips B 77-728 L de 1965, Poupée de cire poupée de son, Polydor-Universal Music, photo recto par Peter Douglas (magazine Formidable) et portrait dessiné au verso par Jacques Berger (12 titres, voir détail dans discographie de France Gall, compilations des années 1964 à 1973).